# Liste der Monuments historiques in Vernais
Die Liste der Monuments historiques in Vernais führt die Monuments historiques in der französischen Gemeinde Vernais auf.

## Liste der Bauwerke
| Bezeichnung       | Beschreibung                  | Standort | Kennzeichnung | Schutzstatus | Datum | Bild |
| ----------------- | ----------------------------- | -------- | ------------- | ------------ | ----- | ---- |
| Kirche Notre-Dame | Erbaut im 12./13. Jahrhundert | (Lage)   | PA00096920    | Classé       | 1995  |      |

## Liste der Objekte
- Monuments historiques (Objekte) in Vernais in der Base Palissy des französischen Kultusministeriums